# こう峠口古墳
こう峠口古墳（こうとうげぐちこふん）は、岐阜県高山市にある前方後円墳。築造推定6世紀後期で、全長72.7メートルは飛騨地方最大、石室の大きさは県下最大級の古墳。1956年（昭和31年）9月7日、岐阜県史跡に指定されている。

## 概要
本古墳は、鴻ノ宮遺跡、度瀬遺跡、広瀬石橋遺跡、広瀬十王堂遺跡、作料遺跡が約1キロメートルの間に連なり、「広瀬古墳」「作料古墳」「石橋廃寺跡」などの古代遺跡が目白押しの地区にある。古墳周囲は現在にいたるまで史跡保護のための整備がなされておらず、周囲の農地や道路が古墳本体を侵食しているかのごとく限界まで迫る。特に前墳と後墳とがつながるくびれ部分は盛り土が取り去られ細く潰れているため、以前には2つの独立した円墳が連なっているのではないかとの説もあったが、2004年（平成16年）に地下探査を行い、前方後円墳の可能性が高いことが判明した。古墳内部は巨石で造られた両袖式横穴式石室で、その石室全長は14.8メートル、玄室の高さ3.1メートルと県下最大の横穴式石室となる。江戸時代に盗掘されており、副葬品については須恵器片2点以外は不明。しかし玄室内にはまだ石棺とみられる一部が残存しており、調査をすれば遺物が出土する可能性が高い。
- 墳形：前方後円墳
- 規模：
  - 外部
    - 全長 約72.7メートル
    - 後円部径 30メートル、後円部高さ 6.7メートル
    - 前方部幅 28メートル、前方部高さ 3メートル

  - 石室
    - 内部全長 約14.8メートル
    - 玄室全長 7メートル、玄室高さ 3.1メートル、玄室最大幅 2.7メートル
    - 羨道全長 7.8メートル、羨道高さ 1.8メートル

## 所在地
- 岐阜県高山市国府町広瀬町字こう峠口地内

## 交通アクセス
- 高山本線飛騨国府駅より徒歩20分
- 飛騨国府駅前濃飛バス『国府駅前』停留所よりバス乗車5分。『桜野』停留所下車　徒歩5分
- 高山本線高山駅前高山濃飛バスセンターよりバス乗車20分。『桜野』停留所下車　徒歩5分
- 中部縦貫自動車道・高山ICより富山方面へ車で20分